# یروانت اودیان
یروانت اودیان (ارمنی: [Երվանդ Օտյան or Երուանդ Օտեան] Error: {{Lang}}: متن دارای نشانه‌گذاری ایتالیک است (راهنما)) (زاده ۱۹ سپتامبر ۱۸۶۹ در کنستانتینوپل - درگذشته ۱۹۲۶ در مصر) وی به همراه هم عصر خویش هاکوپ بارونیان یکی از تأثیرگذارترین طنزپردازان ارمنی برشمرده می‌رود.
نوشته‌های اودیان که شامل رمان‌ها و داستان‌های کوتاه می‌شوند اغلب به صورت طنزآمیز به رذیلت انسانی اشاره می‌نمایند. وی توانایی منحصر بفردی برای داشت.

## زندگی

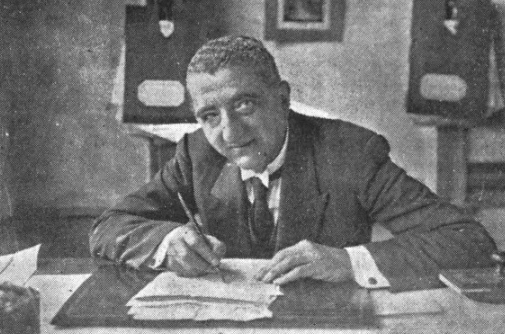
یروانت اودیان (سال ۱۹۲۲)

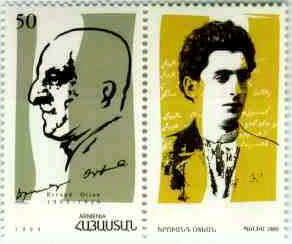
تمبر یادبود یروانت اودیان، چاپ ارمنستان(۱۹۹۴)

از سال ۱۸۸۲ شروع به تحصیل در کالج بربریان نمود. با چاپ آثار وی در سال ۱۸۸۷، از سوی «آرپیار آرپیاریان» دعوت به همکاری به عنوان معاون سردبیر در روزنامه «میهن» (Հայրենիք) می‌شود.
در اوت ۱۸۹۶ در جریان کشتار حمیدیه به‌طور مخفیانه کنستانتینوپول را ترک می‌کند و پس از انقلاب ترک‌های جوان در سال ۱۹۰۸، اودیان به آنجا بازمی‌گردد.
در سال ۱۹۱۵ در جریان نسل‌کشی ارمنی‌ها، یروانت اودیان از استانبول به صحرای سوریه تبعید شد. با توجه به آشنایی که به زبان‌های فرانسه و ترکی داشت اودیان در دیرالزور به عنوان مترجم برای یک افسر آلمانی، توانست از قربانی شدن رهایی یابد.
در سال ۱۹۱۸، پس از پایان جنگ جهانی اول، مسئولیت خویش را جمع‌آوری یتیمان از صحراهای سوریه و اسکان آن‌ها در یتیم خانه دانست. تنها منبع درآمدی وی از طریق نوشته‌هایش بود. در سال ۱۹۲۲ وی کنستانتینوپل را ترک نمود و در بخارست و نقاط مختلف خاورمیانه زندگی کرد
اودیان سال‌های پایانی عمر خویش را در قاهره مصر سپری نمود و در همان‌جا به خاک سپرده شد.

## آثار
- Accursed Years. My Exile and Return from Der Zor, 1914-1919, Garod Books, لندن ۲۰۰۹
- رفیق پانجونی[۱] (Ընկեր Փանջունի), کنستانتینوپل، از ۱۹۱۴ در (چندین کتاب)
- (also a Turkish edition published با عنوان 'Yoldaş Pançuni' by Aras Pub.in 2008) ISBN 978-975-7265-32-0
- دوازده سال بیرون از استانبول. ۱۹۰۸–۱۸۹۶[۲] (Տասներկու Տարի Պոլսէն Դուրս. ۱۸۹۶–۱۹۰۸) , کنستانتینوپل ۱۹۲۲ (خاطرات)